# Reumatismo

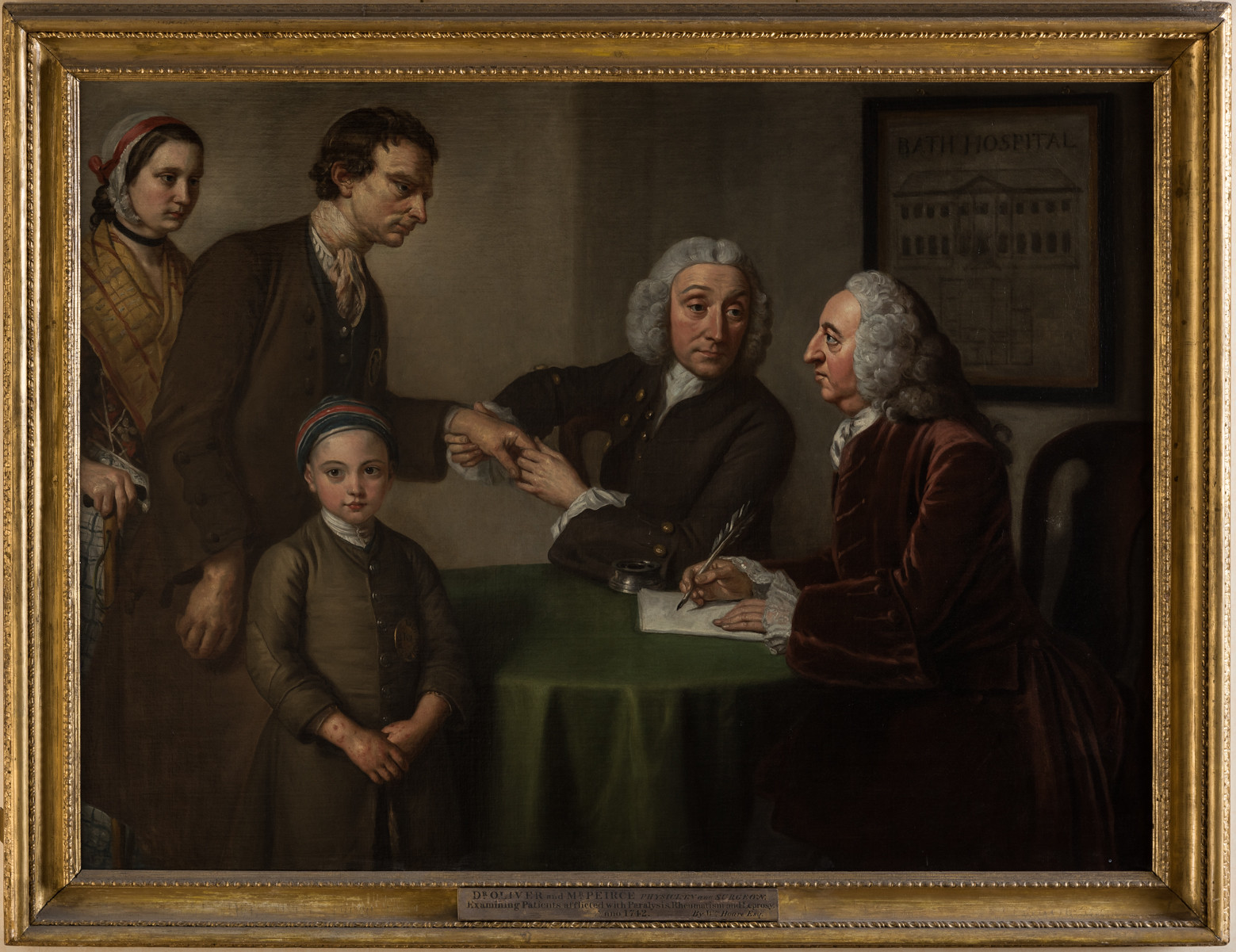
"Dr. Oliver e Sr. Peirce examinando pacientes com paralisia, reumatismo e lepra" por William Hoare. Óleo sobre tela.

Reumatismo é o termo genérico usado para designar um grupo de doenças que afeta articulações, músculos e esqueleto, caracterizado por dores e restrições dos movimentos. Portanto, reumatismo não se refere a nenhuma doença específica e sim a um grupo de doenças com as características acima citadas. Compreende artrites, mialgias, neurites, gota e processos similares.
Sob a denominação genérica de reumatismo existem mais de 100 doenças diferentes. O reumatismo é comumente associado a dores ao longo dos músculos e tendões (pacientes freqüentemente mostram tendões e os identificam como nervos), mas também pode referir-se a doenças articulares.
Nos modernos livros-texto de reumatologia não há a preocupação em definir reumatismo. Realmente, a diversidade de doenças reumáticas existentes impede uma definição que abranja adequadamente todas elas, pois os mecanismos causadores das doenças e os órgãos atingidos variam bastante.

## Tipos de reumatismo
Reumatismo geral - Afeta todo o sistema musculoesquelético, sangue e órgãos.
*
Reumatismo muscular crônico - afeta os músculos, tendões e ossos. Esse tipo de reumatismo não tem cura, mas seus sintomas podem ser reduzidos. 
*
Reumatismo muscular agudo - afeta os músculos e tendões. Diferente do crônico, esse tipo de reumatismo tem tratamento efetivo e pode desaparecer.
*
Reumatismo articular crônico - Afeta as articulações e ligamentos. Os sintomas desse tipo de reumatismo não tem cura, mas seus efeitos podem ser reduzidos com o tratamento adequado.
*
Reumatismo articular agudo - Afeta as articulações e ligamentos. Com o tratamento adequado os sintomas desse reumatismo podem ser reduzido e desaparecer. 

## História
Hipócrates pensava que a artrite era causada por fluidos que vinham da bile e do cérebro. Em grego, fluir ou correr é rheuma (εῦμα), e esta palavra foi utilizada, mais tarde, para reunir as doenças que cursam com artrite.
Hipócrates descreveu a podagra (podo- [πούς] é pé; agra [ἄγρᾱ], ataque) Por estar vendo pacientes com ataque agudo de inflamação no pé, provavelmente tratava-se de gota. Esta doença ocorre, principalmente, em homens adultos que têm o ácido úrico no sangue acima do valor normal (as mulheres só terão ácido úrico alto após a menopausa; antes é raríssimo). Artrite gotosa pode ocorrer em outras articulações, mas a mais frequente forma de início é na articulação do dedão do pé, no primeiro metatarsiano, e a expressão podagra é utilizada para este evento.
Também descreveu a gonagra (gónu- [γόνυ]  é joelho, em grego). A artrite aguda do joelho pode também ser classificada como gota, mas muitas diferentes infecções; doenças inflamatórias de causa desconhecida, como artrite reumatoide; psoríase; ou acúmulo de cristais de cálcio podem ter sintomas semelhantes, inicialmente.
Hipócrates citou a artrite na criança que cura. Deve ser febre reumática. Esta doença é secundária a uma infecção por um tipo especial de estreptococo na garganta. Cerca de 4% das crianças não tratadas com antibiótico terão, em duas semanas, artrite que migra pelas articulações e desaparece espontaneamente em semanas. O grave problema da febre reumática é o comprometimento simultâneo do coração, levando a lesões valvulares irreversíveis.
A artrite das puérperas suscita pensar-se em artrite purulenta pelo gonococo (havendo infecção genital, o parto cria condições para disseminação das bactérias pelo sangue) e, também, em lúpus.
Nesta última doença, a inflamação pode ocorrer em qualquer órgão mas são muito mais frequentes dermatite e artrite. Início ou agudização após parto são comuns.
Outra descrição interessante é o reumatismo das histéricas. Trata-se de mulheres queixando-se de dor generalizada e que têm importante componente psiquiátrico associado. Durante muito tempo usou-se o nome reumatismo psicogênico para esta doença e, atualmente, ela é conhecida como fibromialgia. Sono não reparador, dor difusa pelo corpo e fadiga são as características principais da fibromialgia.
Certamente não é uma doença psicogênica, mas pacientes com fibromialgia têm um componente psiquiátrico associado que se presume ser consequente ao mesmo defeito que gera os sintomas orgânicos.
Doenças diferentes provocam artrite. Toda vez que houver artrite não traumática há um reumatismo. As articulações são o local preferencial dos reumatismos mas estes podem comprometer outros órgãos.
Também há reumatismos que não atingem as articulações. Mas, antes de finalizar esta pequena introdução, ainda há informações que devem ser apresentadas as quais permitirão ao leitor entendimento maior do tema:
A doença articular mais frequente é a artrose (ou osteoartrite). O tecido primariamente comprometido é a cartilagem articular. A coluna vertebral é uma "pilha de articulações" que também são atingidas em alguns reumatismos. Dor na coluna pode ser reumatismo.
Artrite reumatoide, lúpus, dermatopolimiosite (inflamação da pele e músculos), esclerodermia/esclerose sistêmica (inflamação e fibrose da pele e outros órgãos), vasculites (inflamação de artérias ou veias) têm mecanismo autoimune (anticorpos dirigidos contra constituintes próprios do organismo provocando inflamação). Estas doenças são reumáticas na medida em que cursam com artrite ou têm mecanismos semelhantes na sua origem.
Várias doenças reumáticas podem iniciar na infância ou adolescência. Febre reumática não é a causa mais frequente de artrite em criança. A expressão "reumatismo no sangue" não deve ser utilizada. O sangue é utilizado para exames laboratoriais que identificarão as alterações inerentes a cada doença. O reumatismo também é uma doença de extremos cuidados pois as pessoas que possuem a doença, tem mais possibilidade de quebrar uma perna ou ficar paraplégico com mais facilidade de quem não tem.